# Altenau (Mühlberg/Elbe)
Altenau ist ein Ortsteil von Mühlberg/Elbe im brandenburgischen Landkreis Elbe-Elster und liegt etwa 4 Kilometer südöstlich der Stadt. Der Ort war bis zu seiner Eingliederung 2001 eine selbständige Gemeinde. Altenau hatte am 31. Dezember 2011 228 Einwohner.

## Gemeindegliederung

Altenau auf einer geschichtlichen Karte des Kreises Liebenwerda (1910).

Der Ortsteil Altenau der Stadt Mühlberg/Elbe hat laut Hauptsatzung lediglich den bewohnten Gemeindeteil Wendisch-Borschütz. Am 1. April 1939 wurde der Ort Boragk nach Altenau eingemeindet. Boragk ist heute völlig mit Altenau zusammengewachsen.

## Geschichte
1234 wurde Altenau erstmals als Althena und Alzona erwähnt. Zu deuten ist der Name als al te na (All zu nah). Der Ort lag an einem alten Elbarm und war deshalb von Überschwemmungen bedroht. Eine Urkunde, wonach der Ort schon 1217 erwähnt wurde, gilt heute als Fälschung aus späterer Zeit. 1243 gingen 7 Hufen durch Kauf in den Besitz des Klosters in Mühlberg über. Jedoch musste Altenau 1251 Zinsabgaben an das Kloster Nimbschen leisten. 1273 erwarb das Kloster Marienstern in Mühlberg das Dorf Althena und den Wald Grunehyde vom Markgrafen Heinrich für 25 Mark in Silber. Nach der Auflösung des Stifts in Mühlberg wurde Altenau Amtsdorf. 1550 werden 11 besessene Männer und 22 Hufen erwähnt. Im Dreißigjährigen Krieg (1637) wurde der Ort von den Schweden geplündert, 1650 gab es nur noch 4 wüste Güter. Einwohnerentwicklung: 1816 = 92, 1910 = 157
Am 1. April 1974 wurden die Gemeinden Altenau und Fichtenberg zur neuen Gemeinde Fichtenberg-Altenau zusammengeschlossen. Am 1. Februar 1990 wurden beide Gemeinden wieder selbstständig. Mit der Bildung der Ämter in Brandenburg nach der Wende kam Altenau am 21. Juli 1992 zum Amt Mühlberg/Elbe. Zum 31. August 2001 wurden Altenau in die Stadt Mühlberg/Elbe eingegliedert und das Amt Mühlberg/Elbe aufgelöst.

## Kultur und Sehenswürdigkeiten
In der Liste der Baudenkmale in Mühlberg/Elbe sind für Altenau zwei Baudenkmale aufgeführt:

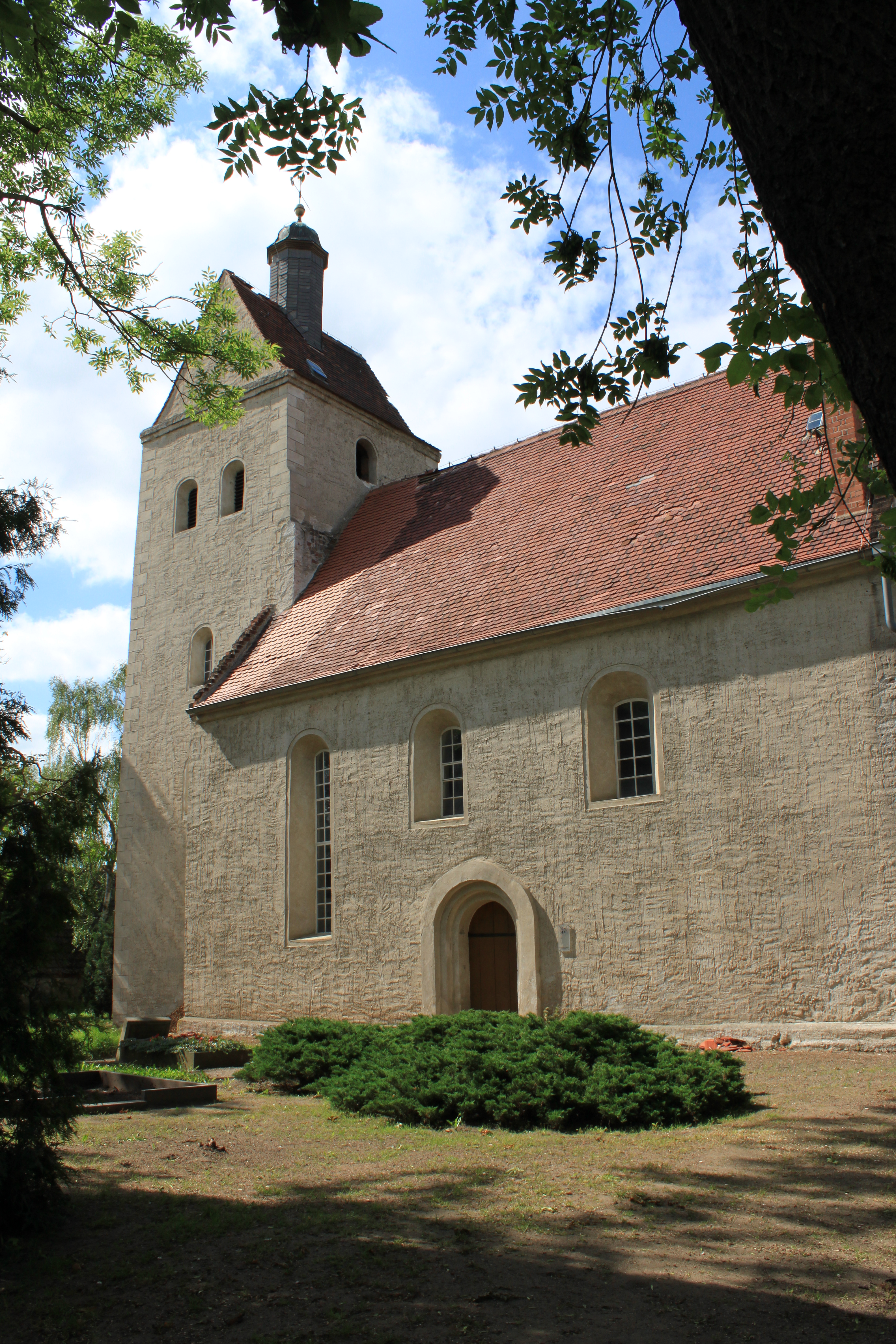
Dorfkirche Boragk

- Im Gemeindeteil Boragk ist die örtliche Dorfkirche von Altenau mit einem angrenzenden Friedhof zu finden. Bei der Kirche handelt es sich um einen spätromanischen Backsteinbau aus der Zeit um 1200. Der quadratische Westturm stammt aus dem 17. Jahrhundert. Er besitzt ein Quersatteldach und einen verschieferten Dachreiter. Im Inneren der Kirche ist unter anderem eine um 1893 vom Eilenburger Orgelbaumeister Conrad Geißler (1825–1897) geschaffene Orgel (op. 109) zu finden. Die Kirche verfügt des Weiteren über einen großen romanischen Taufstein und eine Kanzel aus dem 17. Jahrhundert. Das Bauwerk ist in der Gegenwart in der örtlichen Denkmalliste verzeichnet und steht unter Schutz.[8][9][10][11][12]
- Weiters steht auf dem Friedhof ein gusseisernes Grabkreuz und Denkmalschutz, dessen Entstehung auf das 19. Jahrhundert datiert wird.[8]